# Sofiane Ben Braham
Sofiane Ben Braham (sinh ngày 1 tháng 2 năm 1990) là một cầu thủ bóng đá người Pháp gốc Algérie hiện tại thi đấu cho ASM Oran. Trước khi chuyển đến Algérie năm 2014, Ben Braham từng thi đấu ở các giải bóng đá hạng dưới của Pháp cùng với Amiens AC và Red Star Saint-Ouen.

## Danh hiệu
Amiens AC
- CFA2 Bảng A vô địchs: 2010–11[2]

MC Alger
- Vô địch Siêu cúp bóng đá Algérie: 2014[3]